# Marcel Charollais
Marcel Charollais, né le 2 juin 1920 à Halanzy (Belgique) et mort le 2 mars 2006 à Cannes (Alpes-Maritimes), était un aviateur français. Pilote de chasse dans les Forces aériennes françaises libres durant la Seconde Guerre mondiale, il devient après-guerre un spécialiste de la formation des pilotes et de la voltige aérienne, plusieurs fois champion de France de voltige, et quatre fois finaliste des championnats du monde de voltige.

## Œuvres
- Marcel Charollais, Pour l'amour du ciel, Paris, L'officine, 2004, 540 p. (ISBN 2-914614-42-X, EAN 978-2-91461-442-9)[3].

## Distinctions
- Chevalier de la Légion d'honneur[3],[4] à titre militaire[2]
- Officier de l'ordre national du Mérite[2]
- Médaille de l'Aéronautique[2]
- Médaille militaire[3],[4]
- Croix de guerre 1939-1945[3],[4]